# Парагвайская кухня

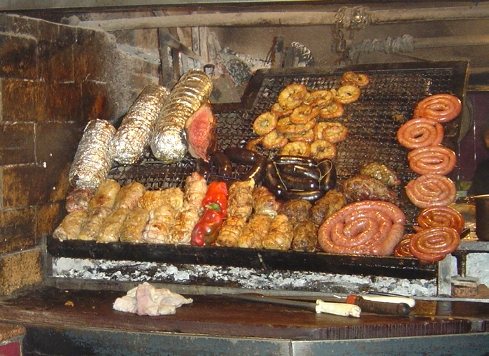
Асадо с ачурас и сосисками.

Парагвайская кухня (исп. Gastronomía de Paraguay, гуар. Tembi'u Paraguai) во многом схожа с кухнями Уругвая и Фолклендских островов. Парагвайская кухня испытала сильное влияние коренных народов гуарани, живших на данной территории за тысячи лет до колонизации европейскими конкистадорами в XVI веке. Для неё характерно смешение европейских и гуаранских традиций, методов готовки и ингредиентов. Мясо, овощи, маниок, маис и фрукты — основные продукты для приготовления блюд в парагвайской кухне. Барбекю в Парагвае — не только способ приготовления, но и социальное явление, и носит название асадо. В основе множества блюд лежат следующие продукты: кукуруза, молоко, сыр, мясо, а также рыба, вылавливаемая из местных водоёмов. Существует около 70 видов чипы (кукурузных лепёшек) в Парагвае.

## Основные блюда

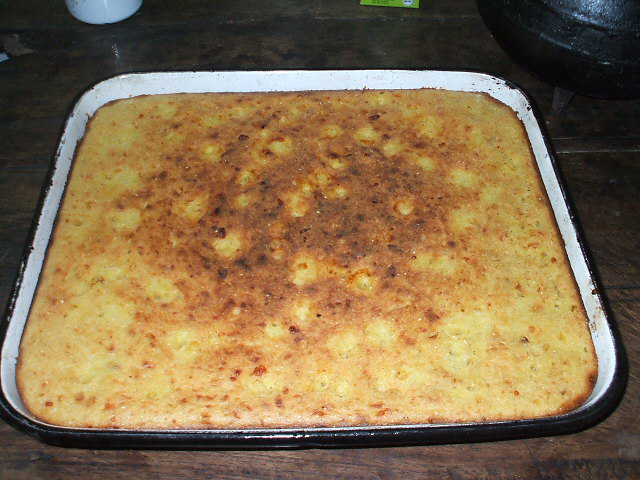
Парагвайский суп — национальное блюдо Парагвая.

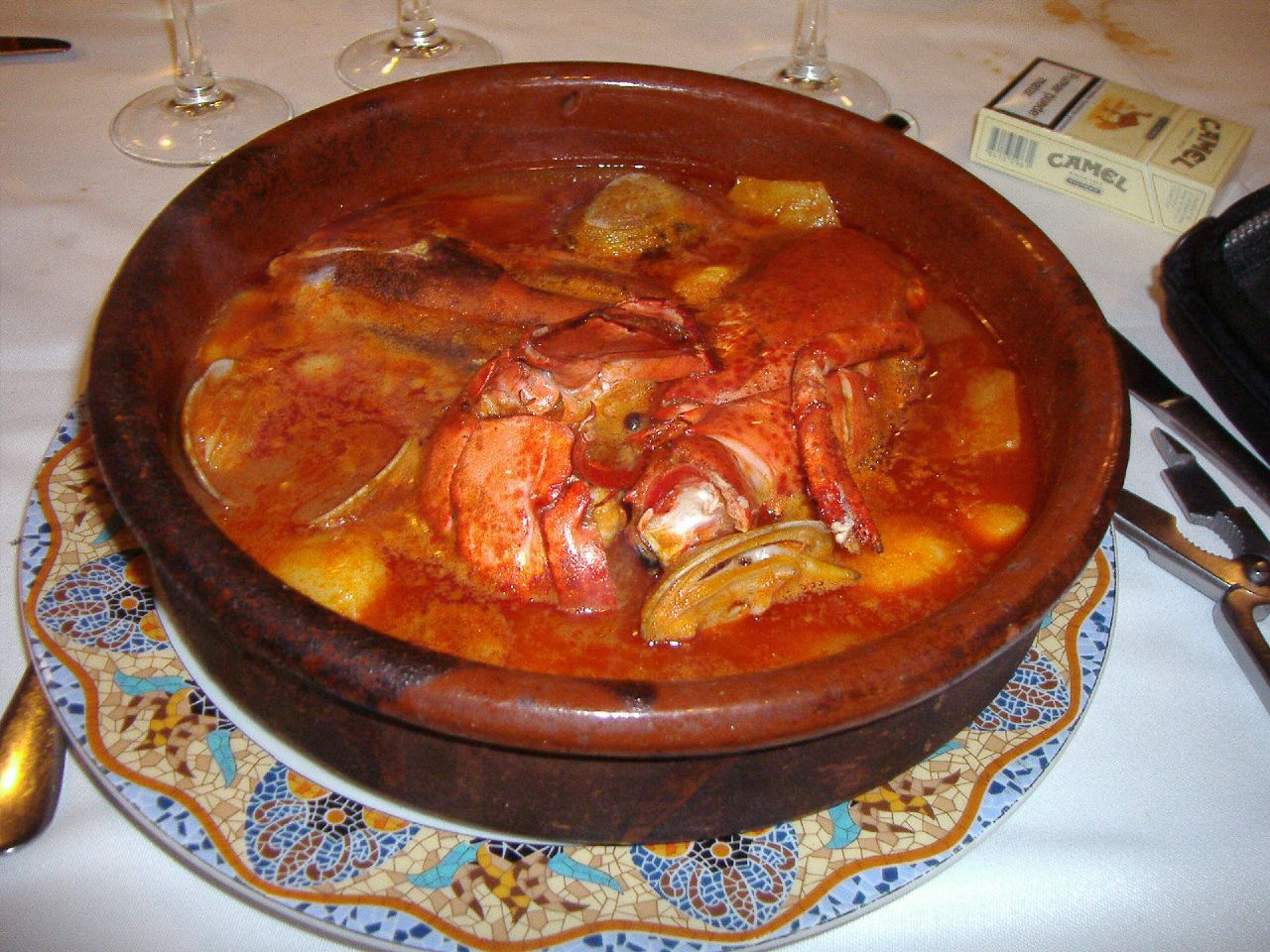
Пира кальдо

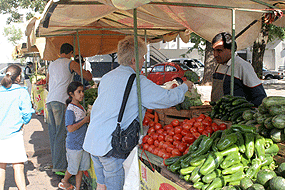
Продуктовый рынок в Асунсьоне (столице Парагвая).

- Говядина готовится различными способами с использованием множества различных продуктов, в том числе и разновидностей другого мяса.
- Вори вори — куриный суп, подаваемый с галушками из кукурузной муки[1].
- Чипа — кукурузные лепёшки с маниоком, яйцом и сыром[1].
- Чипа Гуасу — хлебное изделие из кукурузных зёрен, традиционное для всего Парагвая. Часто подаётся к асадо.
- Консервированное мясо, ветчина
- Арахис
- Традиционный кивеве готовится из тыквы или «андаи», воды, соли, масла, лука (нарезанного очень мелко), молока, сахара, кукурузной муки и свежего сыра.
- Лампреадо — жареный пирог из муки из маниоки.
- Масаморра[1].
- Мбайпи-соо — кукурузный пудинг с мясом[1].
- Мбеху — крахмальная лепёшка, основной продукт питания.
- Миланеса — обжаренное в панировке из сухарей мясное филе.
- Парагвайский сыр
- Паррильяда — мясное блюдо, приготовленное на раскалённых углях[1].
- Пира кальдо — рыбный суп, национальное блюдо.
- Свинина — вторая по популярности разновидность мяса в парагвайской кухне.
- Парагвайский суп — национальное блюдо Парагвая, встречается и в других испаноязычных странах. Неизменные составляющие: кукурузная мука, яйца, сыр и лук, вода и/или молоко.
- Сойо — густой суп из мяса, измельчённого в ступке, заправленный специями и овощами.

### Десерты
- Множество видов хлебных изделий.
- Косерева — десерт из апельсиновой кожуры, черной патоки, сахара и воды.
- Мбайпи-ээ — десерт из молока, мелассы и кукурузы[1].
- Дульсе де лече готовится из молока и сахара. Используется как начинка для различных хлебобулочных изделий, бутербродная паста и т. д.

## Напитки
- Терере — национальный напиток парагвайцев[1].
- Фруктовые соки и безалкогольные напитки широко распространены в Парагвае.
- Пиво и вино — популярные алкогольные напитки[1]. Канья — алкогольный напиток из сока сахарного тростника, а мосто — её безалкогольный вариант[1].